# Chuo Š’-lien
Chuo Š’-lien (čínsky pchin-jinem Huò Shìlián, znaky zjednodušené 霍士廉; duben 1909 – 17. listopadu 1996) byl čínský komunistický politik,  účastník války s Japonskem i občanské války, po vzniku Čínské lidové republiky pracoval ve vedoucích funkcích (zástupce guvernéra a jeden z tajemníků provinčního výboru KS Číny) v provincii Če-ťiang, poté byl prvním tajemníkem provinčního výboru KS Číny v Šen-si (1965–1967). Během kulturní revoluce musel pod tlakem kritiky opustit politiku, postupně se do ní vrátil a vedl oblastní a provinční organizace KS Číny v Ning-sia (1977–1979) a Šan-si (1980–1983), mezitím působil jako ministr zemědělství (1979–1980). Byl členem širšího vedení KS Číny jako člen ústředního výboru (1977–1985) a ústřední poradní komise (1985–1992).

## Život
Chuo Š’-lien se narodil v dubnu 1909 v okrese Sin (později Sin-čou v provincii Šan-si. Na střední škole se zapojil do protijaponského hnutí, ve kterém působil i v Tchaj-jüanu, Pekingu a Si-anu. Roku 1936 odešel do Jen-anu a vstoupil do Komunistické strany Číny. Pak pracoval jako komunistický aktivista v okresu Fu na severu Šen-si a ve výboru KS Číny pro pohraniční oblast Šen-si-Kan-su-Ning-sia.
V roce 1938 byl vyslán do Tchaj-anu v provincii Šan-tung, aby se podílel na zřizování protijaponské základny, a působil jako tajemník zvláštního výboru okresu Čching-che. Brzy po jeho příjezdu byla komunistická vojska v regionu reorganizována v šantungský 3. oddíl, jehož politickým komisařem se stal Chuo Š’-lien. Oddíl se soustředil na prartyzánské boje s japonci severně od železnice Ťiao-Ťi (z Čching-tao do Ťi-nanu). Roku 1940 byl Chuo Š’-lien zvolen do čela Všeobecného mobilizačního výboru provincie Šan-tung a svazů národní spásy provincie, také převzal vedení stranické organizace v oblasti Lu-čung, byl také politickým komisařem vedení stejnojmenného vojenského regionu. Začátkem roku 1944 byl ve stejných funkcích přeložen do oblasti I-šan.
V roce 1948 přešel do vedení sekretariátu východočínského byra ÚV KS Číny. Od roku 1949 pracoval jako ředitel odboru občanských záležitostí provincie Če-ťiang, generální sekretář čeťiangské lidové vlády a generální sekretář čeťiangského provinčního výboru KS Číny; od dubna 1953 do dubna 1958 byl současně rektorem Čeťiangské univerzity; od prosince 1952 do ledna 1955 zastával funkci místopředsedy čeťiangské lidové vlády; od ledna 1955 do listopadu 1965 působil jako zástupce guvernéra Če-ťiangu (na přelomu let 1957/1958 na několik týdnů úřadoval jako guvernér provincie). Současně od srpna 1954 do srpna 1955 vykonával funkci zástupce tajemníka a poté do listopadu 1965 tajemníka čeťiangského provinčního výboru KS Číny; navíc byl předsedou plánovací komise a místopředsedou plánovací a hospodářské komise provincie Če-ťiang. Roku 1958 byl zvolen poslancem Všečínského shromáždění lidových zástupců (do 1965). Od února 1961 do června 1966 byl i členem východočínského byra ÚV KS Číny.
V říjnu 1965 byl přeložen z Če-ťiangu do Šen-si, kde byl do ledna 1967 prvním tajemníkem provinčního výboru KS Číny a prvním politickým komisařem provinční vojenské oblasti, v obou funkcích nahradil Chu Jao-panga, který se vrátil do Pekingu a z přepracovanosti onemocněl. Současně Chuo Š’-lien od prosince 1965 do října 1966 vykonával funkci tajemníka severozápadního byra ÚV KS Číny. 
Od června 1966 byl šensijský provinční výbor KS Číny terčem kritiky aktivistů kulturní revoluce. V lednu 1967, inspirováni „lednovou bouří“ v Šanghaji, se radikálové chopili moci v severozápadním byru i provinčním výboru; Chuo Š’-lien byl nucen podrobit se kritice, ale s pomocí Čou En-laje mohl žít v Pekingu a byl ušetřen frontálních útoků radikálů. V letech 1970–1973 působil jako zástupce vedoucího výrobní skupiny v provincii Šen-si. Poté se vrátil do politiky a v květnu 1973 převzal úřad jednoho z tajemníků provinčního výboru KS Číny a místopředsedy revolučního výboru v Šen-si.
V lednu 1977 povýšil na prvního tajemníka ningsiaského oblastního výboru KS Číny, předsedy revolučního výboru v autonomní oblasti Ning-sia a prvního politického komisaře ningsiaské vojenské oblasti. Během své vlády v Ning-sia se snažil o nápravu ekonomiky a společnosti po kulturní revoluci. Na XI. sjezdu KS Číny v srpnu 1977 byl zvolen členem ústředního výboru (znovuzvolen roku 1982, v ústředním výboru do roku 1985). V únoru 1978 byl zvolen poslancem Všečínského shromáždění lidových zástupců (do 1983). V únoru 1979 byl přeložen do Pekingu na místo ministra zemědělství Čínské lidové republiky. Ministrem nezůstal dlouho, když byl už v říjnu 1980 vyslán do provincie Šan-si, jako první tajemník tamního provinčního výboru KS Číny a od začátku roku 1981 i první politický komisař provinční vojenské oblasti. Během svého působení rehabilitoval generála Sie Čen-chuu, který vedl provincii v letech 1971–1973, a řadu dalších obětí kulturní revoluce a prosadil systém odpovědnosti a produkčních kontraktů v zemědělství, takže byla opuštěna předešlá politika „učení se od Ta-čaje“. Své funkce v Šan-si vykonával do března 1983. V září 1985 – v rámci širší reorganizace a omlazení vedení strany – rezignoval na členství v ústředním výboru, náhradou byl zvolen členem ústřední poradní komise KS Číny. Do poradní komise byl znovuzvolen na XIII. sjezdu KS Číny v říjnu–listopadu 1987, jejím členem zůstal do XIV. sjezdu KS Číny v říjnu 1992, kdy byla komise zrušena.
Zemřel v Pekingu 17. listopadu 1996 ve věku 87 let.